# Euryphlepsia flava
Euryphlepsia flava är en insektsart som beskrevs av Frederick Arthur Godfrey Muir 1922. Euryphlepsia flava ingår i släktet Euryphlepsia och familjen kilstritar. Inga underarter finns listade i Catalogue of Life.